# ブレーキング・ポイント
ブレーキング・ポイント(Breaking Point)はアメリカのロックバンドである。アルバムBeautiful Disorderから(Goodbye To You)は映画ファンタスティック・フォーのサウンドトラックに起用されている。

## メンバー
- ブレット・レリクソン(Brett Erickson) - ボーカル/ギター
- Justin Rimer - ギター
- グレッグ・エドモンソン(Greg Edmonson) - ベース
- Aaron "Zeke" Dauner - ドラム

## ディスコグラフィー
- Coming of Age(2001年)
- Beautiful Disorder(2005年)